# 北仑区人民医院
北仑区人民医院，又称浙江大学医学院附属第一医院北仑分院，是位于中国浙江省宁波市北仑区的一所公立综合性医院，前身为1952年由大碶灵岩公立医院与同安医院合并建立的大碶联合医院，1958年更名为大碶区卫生院，1985年更名为大碶中心卫生院，1991年更名为北仑区人民医院，因由港胞顾国华遵循其先父顾宗瑞造福桑梓遗愿，捐资400万元，迁址建造新院，故又称宗瑞医院:2-3:1668，2008年11月8日与浙江大学医学院附属第一医院签约，接管北仑区人民医院，并挂牌浙江大学医学院附属第一医院北仑分院，2012年搬迁至现址，原址现为大碶街道社区卫生服务中心，保留宗瑞医院名称，为三级乙等医院，为宁波大学医学院非直属附属医院。